# Flammulops excelsior
Flammulops excelsior är en snäckart som först beskrevs av Hedley 1896.  Flammulops excelsior ingår i släktet Flammulops och familjen Charopidae. Inga underarter finns listade i Catalogue of Life.